# Maryam Turan al-Salṭana
Maryam Turan al-Salṭana (in persiano  توران السلطانه مريم‎; Teheran, ... – Teheran, ...; fl. XIX secolo), anche nota come Turan al-Salṭana è stata una sovrana persiana della dinastia Qajar, figlia del principe Muhammad Hasan Mirza Muʻtazid al-Dawlah e della principessa Qamar Taj Khanoum, seconda consorte del quarto Scià di Persia Nāṣer Al Dīn (1831– 1896) e madre del principe Sultan Ahmad Mirza ʻAzud al-Saltanah (1891-1938) e della principessa Tāj-al-Salṭana (1883-1936).

## Titoli ed Onorificenze
- Consorte reale Shahzadeh Khanoum.
- Consorte ufficiale (in persiano: Sīḡa to ʿAqdī).
- Regina Madre (in persiano: Walida Shah).
- Sua eccellenza la signora (in persiano: Begum Khanoum)